# Diane Leather
Diane Leather   (Streetly, 7 de gener de 1933 - Truro, 5 de setembre de 2018) fou una atleta anglesa, especialista en curses de mig fons que va competir durant la dècada de 1960. Fou la primera dona en córrer la milla en menys de cinc minuts.
De petita va jugar a lacrosse i després de veure els Jocs Olímpics de 1952 es va interessar en l'atletisme. Mentre estudiava química al Birmingham College of Technology es va unir al club d'atletisme Birchfield Harriers de Birmingham i va ser entrenada per Doris Nelson Neal. Un cop llicenciada va treballar com a química analítica a la Universitat de Birmingham.
Neal va veure en Leather el potencial per les curses de llarga distància en un moment que la cursa femenina més llarga eren els 200 metres, després que en la final dels 800 metres dels Jocs Olímpics d'Estiu de 1928 moltes de les finalistes arribessin a meta extremadament cansades. Neal entrenà a Leather per córrer la milla, cursa en la qual va establir ben aviat el rècord del món amb un temps de 5'02.6".
El 29 de maig de 1954 Leather va trencar la barrera de 5 minuts amb un temps de 4 minuts i 59,6 segons en el campionat de l'AAA disputat a Birmingham. El 1955 va rebaixar el rècord en 15 segons, deixant-lo en els 4'45". Aquest rècord no fou millorat fins al 1962, quan Marise Chamberlain el deixà en 4'41,4".
Va guanyar dues medalles de plata en els 800 metres al Campionat d'Europa d'atletisme de 1954, rere Nina Otkalenko, i 1958, rere Ielizaveta Iermolaieva. Guanyà dues vegades el Cros de les Nacions, el 1954 i 1955, i quatre vegades el campionat nacional de cros.
Va tancar la seva carrera esportiva participant als Jocs Olímpics d'Estiu de 1960, on quedà eliminada en sèries en la cursa dels 800 metres.

## Millors marques
- 800 metres. 2'06.6" (1958)[10]